# Szczepanek (Strzelce Opolskie)
Szczepanek (deutsch Stephanshain) ist eine Ortschaft in der Gemeinde Strzelce Opolskie (Groß Strehlitz) im Powiat Strzelecki in der polnischen Woiwodschaft Oppeln. Das Dorf gehört zur historischen Region Oberschlesien.

## Nachbarorte
Nachbarorte von Szczepanek sind im Südwesten Strzelce Opolskie (Groß Strehlitz) und im Nordosten Himmelwitz (Jemielnica).

## Geschichte

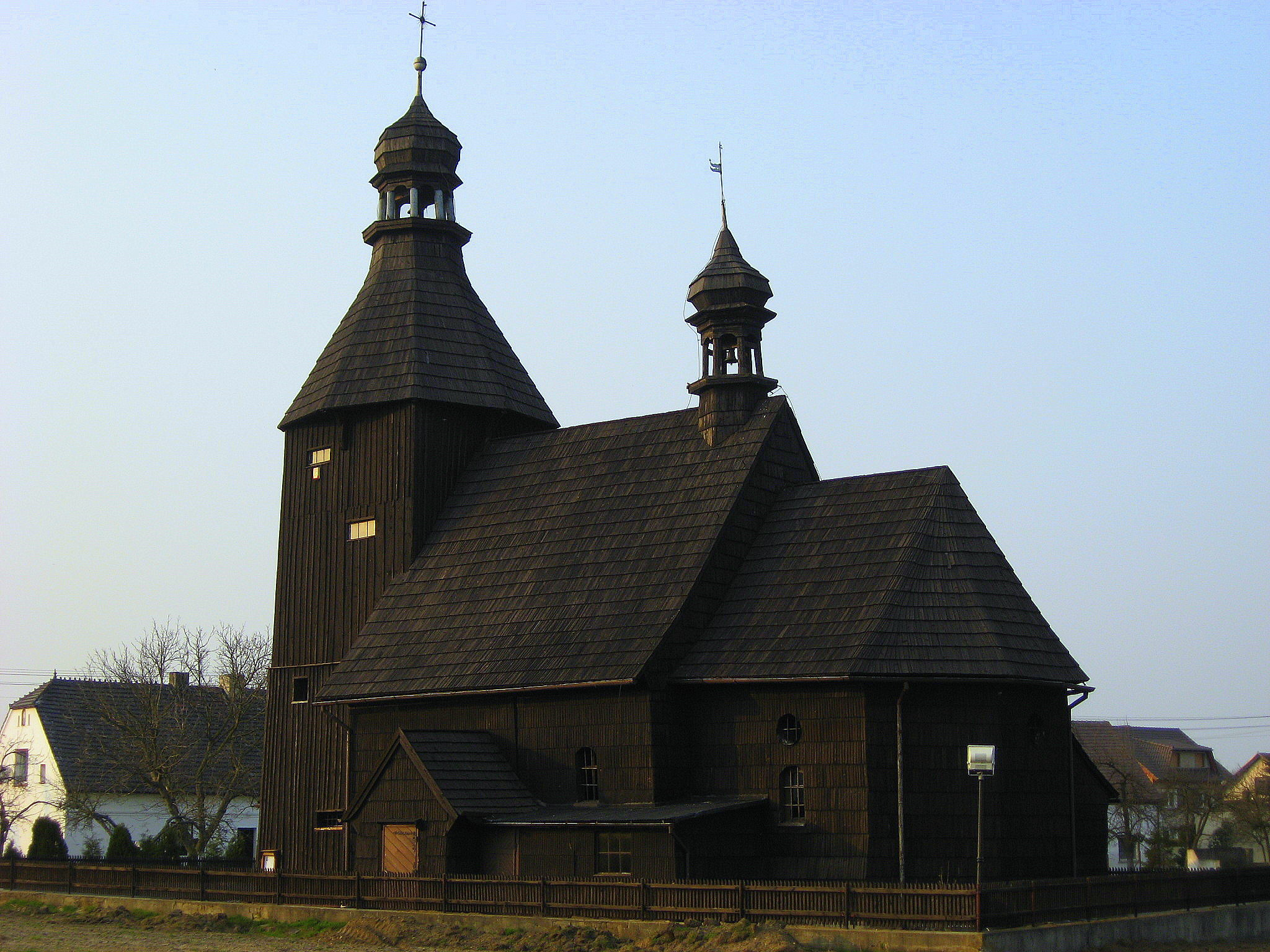
Schrotholzkirche in Szczepanek

Die Kolonie Stephanshain (damals Stephanshayn) entstand 1831. Bis 1945 befand sich der Ort im Landkreis Groß Strehlitz, der Teil der preußischen Provinz Oberschlesien war.
Nach Ende des Zweiten Weltkriegs kam der bisher deutsche Ort unter polnische Verwaltung, wurde der Woiwodschaft Schlesien angeschlossen und zum 28. Juni 1948 in Szczepanek umbenannt. 1950 kam der Ort zur Woiwodschaft Oppeln. 1960 wurde die Schrotholzkirche von Polnisch Neudorf (Polska Nowa Wieś) nach Szczepanek versetzt. 1999 kam der Ort zum wiedergegründeten Powiat Strzelecki.

## Sehenswürdigkeiten
- Schrotholzkirche aus den Jahren 1666–1668

## Vereine
- Deutscher Freundschaftskreis